# تيودور مومزن
تِيُودُور مُومزِن (بالألمانية: Theodor Mommsen) هو كاتب وعالم آثار وصحفي وسياسي ومؤرخ ألماني، وُلِدَ في 30 نوفمبر 1817 لرجل دين دنماركي وتُوفيَ في 1 نوفمبر 1903. درس في جامعة كيل حيث تخصص في التاريخ والحقوق والفيلولوجيا. حاز على جائزة نوبل سنة 1902 و يعتبر المؤرخ الوحيد حتى الآن الذي حاز عليها.

## مولده وتعليمه
ولد تيودور في 30 نوفمبر 1817 في غاردينغ في دوقية شلسفيغ لأبوين ألمانيين ونشأ في باد أولديسلو في هولشتاين، حيث كان والده يعمل قساً لوثرياً، وهذا جعله شديد التأثر بالأفكار اللوثرية. وقد أكمل دراسته الأولى لمدة اربع سنوات في مدرسة كريستيانوم الثانوية في التونا بهامبورغ، حيث درس اليونانية واللاتينية وحصل على شهادة الدبلوم عام 1837. كان يرغب في أن يدرس الجامعة في غوتنغن ولكنه لم يكن قادرًا على تحمل تكاليف الدراسة هناك، فالتحق في العام 1838بكلية الحقوق في جامعة كيل، ولكنه وجد شغفه بدراسة التاريخ خاصة تاريخ روما، وفي العام 1843 تخرج من الجامعة بحصوله على درجة الدكتوراه في القانون الروماني. ورغم إعجاب تيودور بالتاريخ إلا أنه كان صديقاً للأدباء، خاصة الشاعر تيودور شتورم.

## نشاطه العلمي والأكاديمي
في عام 1843 نشر مومزن كتابه الأول في القانون تحت عنوان «مسائل قانونية في الكتابة وحقوق المؤلف». ثم نشر كتابين حول القانون الروماني العام. ولقد لفت هذان الكتابان انتباه كارل فردريش فون سافيني رئيس العلوم القانونية في تلك الآونة. وقدم له فرصة العمر، حيث ضمه إلى أكاديمية العلوم البروسية. وبفضل منحة ملكية دنماركية، تمكن مومزن من التنقل بين بلاده وبين إيطاليا وفرنسا لدراسة النقوش الرومانية الكلاسيكية المحفوظة. خلال ثورة 1848 في فرنسا، عمل كمراسل حربي في مدينة ريندسبورغ الدنماركية آنذاك (تتبع ألمانيا حالياً)، حيث كان من المؤيدين لضم ألمانيا لشليسفيغ هولشتاين والإصلاح الدستوري. وبسبب موقفه هذا أجبره الدنماركيون على مغادرة البلاد.
عاد تيودور إلى بلاده عقب اندلاع ثورة 1848 في فرنسا، ثم عمل صحفي، كما عمل مدرساً للقانون المدني في جامعة لايبزيغ، فذهب يناهض أحداث ثورة فرنسا مما سبب له بعض المتاعب. عندما احتج مومزن ضد دستور ساكسونيا الجديد في عام 1851، اضطر إلى الاستقالة.
وفي عام 1850 قدمت له جامعة زيورخ عرضاً لتدريس القانون الروماني، ثم عمل في نفس المهنة بسويسرا عام 1854.
عندما عاد تيودور مومزن إلى ألمانيا بناء على طلب كلية الحقوق ببرسلو، تزوج من ماري زايمر ابنة أحد الناشرين، وانجبت منه ستة عشر طفلاً. وظل يتنقل بين الجامعات يُدرِّس علوم القانون من برلين إلى مدن ألمانية أخرى.
عينته جامعة برلين أستاذاً للتاريخ الروماني. ثم أصبح سكرتيراً لقسم الفلسفة والتاريخ بأكاديمية بروسيا.

## حياته السياسية

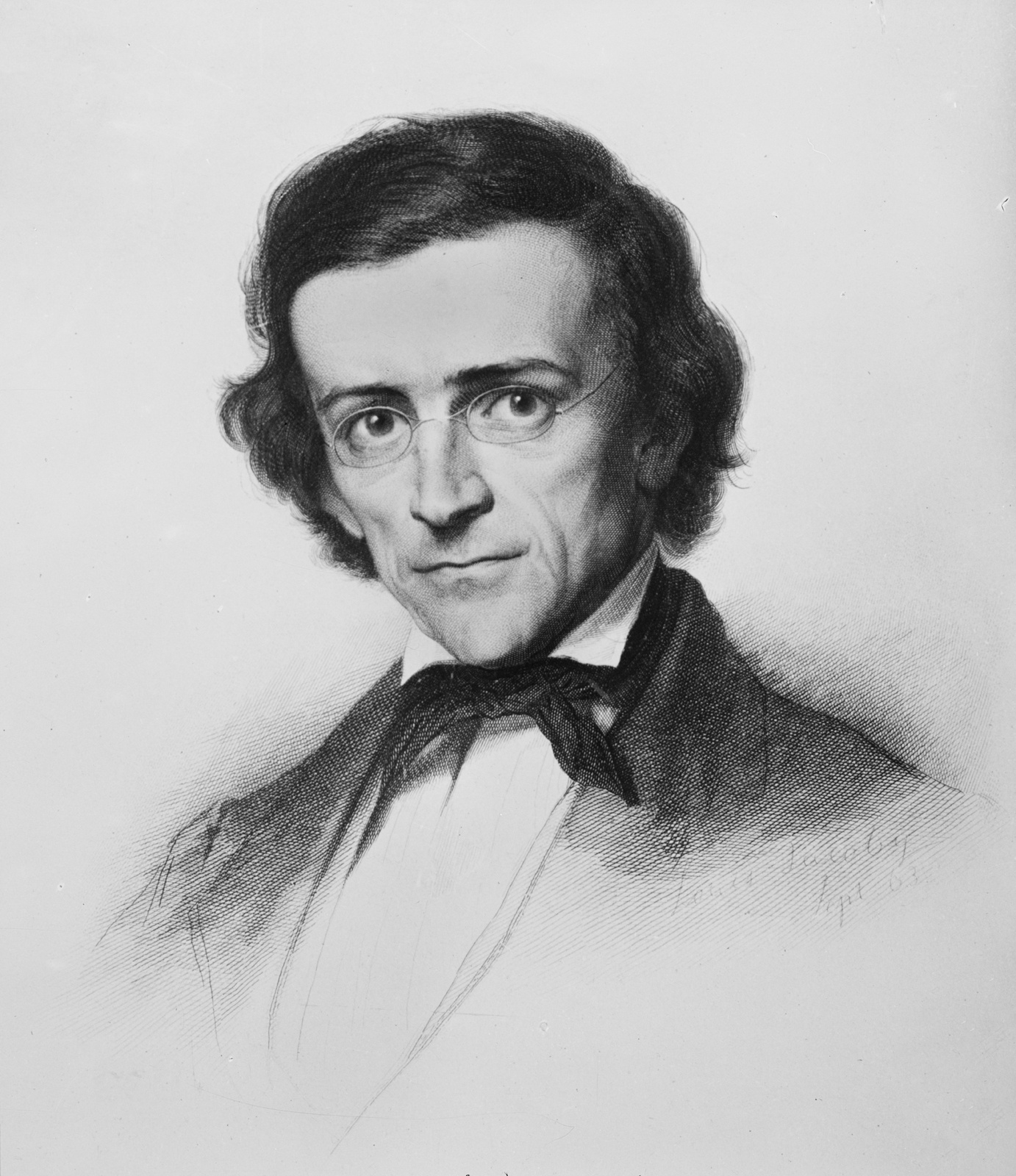
تيودور مومزن عام 1863

نجح على المستوى الاجتماعي، في أن يصبح عضو بالبرلمان ثلاث مرات :
- الأولى بين عامي 1863 و1866.
- الثانية بين عامي 1873 و1879.
- الثالثة بين عامي 1881 و1884.

وعندما كان عضواً في البرلمان عام 1866 وقف أمام بسمارك وراح يدافع عن نظريته في تطبيق القانون الروماني العام، و أن الأمر ليس حلماً قومياً، بل هو حقيقة فقد كان يرى أن الدولة الرومانية قامت على ثلاثة أسس :
- الشعب يحكم.
- المواطنون وحدة واحدة.
- سيادة السلطة.

## مؤلفاته وحصوله على نوبل
انشغاله بالعمل البرلماني أثر كثيراً على إنتاجه في القانون والتاريخ، فلمْ يقدم أعمالا كثيرةً طوال سنوات انضمامه للبرلمان. ولكنه في ثمانينات القرن التاسع عشر راح يجمع أعماله فنشر قائمة ببليروجرافية تضم كافة كتاباته حتي عام 1887، وقد ضمت قرابة 920 عنوانا.
كان فوزه بجائزة نوبل عام 1902 بمثابة تكريم للشخص، أكثر من تكريم لأعماله. فكما سبقت الإشارة فإنه المؤرخ الوحيد الذي فاز بالجائزة. وقد رحل عن عالمنا عقب حصوله على جائزة نوبل بعام واحد.
ويمكن تقسيم نشاط تيودور مومزن إلى ثلاثة فروع رئيسية :
- قانوني.
- تاريخي.
- علم النقوش الكتابية.

واهتم في كتاباته بالأبحاث في المقام الأول في كل هذه المجالات. وقد جمع في هذه الأبحاث بين اللغوي، والقانوني، وعالم الآثار.
كما كان عالماً بالجغرافيا والإقتصاد وعلم الإجتماع، وعدة مجالات أخرى. وهذا يفسر تفوقه. و يفسر أيضاً حصوله على هذه الجائزة. فنادرا ما يحصل عليها الفلاسفة والمؤرخون ورجال السياسة.
ولم يكن لرجل مثل مومزن أن يحصل على جائزة كبيرة أو يتم تكريمه إلا من خلال جائزة نوبل. فقد استفاد مومزن من دراسته للغات القديمة في التعرف على فنون الكتابة المنقوشة خاصة اللغة اليونانية القديمة واللاتينية. وقد نشر في بداية حياته مجموعة دراسات باللغة الإيطالية. ومن المعروف أن اهتمامه بالقانون قد جاء في مرحلة تالية لدراسته للتاريخ الروماني. حيث دفعته هذه الدراسات إلى الاهتمام بالآداب الرومانية والفنون في ذلك العصر. وذلك باعتبار أن دراسة وفهم القانون والآداب، وأيضا العلوم والاقتصاد مكنتة من دراسة وفهم هذا العصر بشكل شامل.

## تعلقه بالقانون الروماني

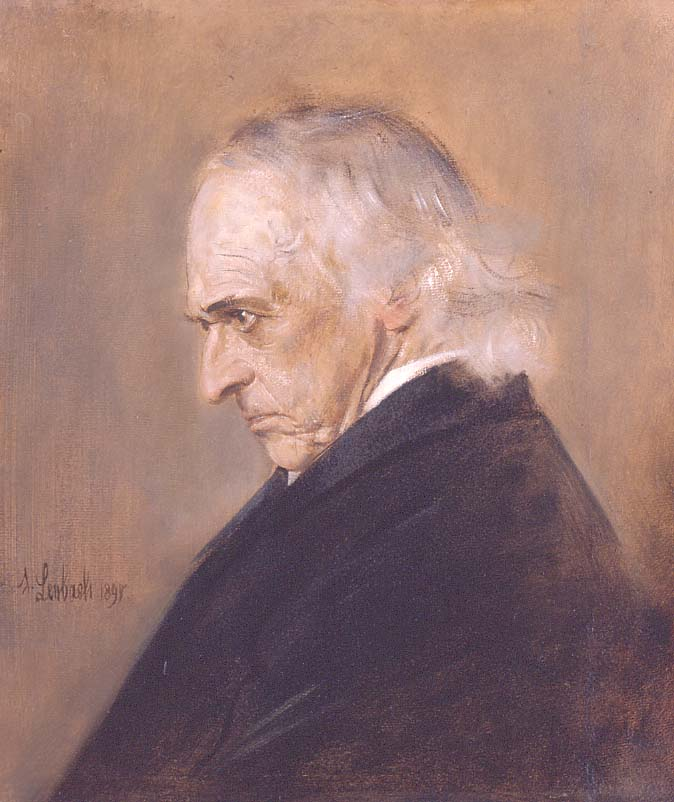
صورة لتيودور مومزن عام 1897.

ولم يكن القانون الروماني بالنسبة له مادة جافة معزولة عن العصر، بل حاول أن يربط بين نتائج أبحاثه وبين الواقع المعاش في بلاده في تلك الآونة، وطالب بتطبيق بعض نصوص هذا القانون العام على ألمانيا المعاصرة. مثل أن الدولة أساس التشريع، وضرورة تشكيل كافة الأطر القانونية.
ويقول بول كولونج الأستاذ بجامعة شارل ديجول: إن مومزن لم ينظر إلى دراسته لعلم النقوش نظرة بسيطة وساذجة تتمثل في تحليل النص، ولكنه اهتم بالدراسات المتوازية، وعلى المعارف المتراكمة للحضارة القديمة مثل التاريخ الدستوري، والقانون العام. ولهذا فقد أعطى مومزن مفهوما جيدا لعلم الكتابة المنقوشة.
وقد جاءت أهمية كتابات مومزن من منظوره العلمي للأشياء، خاصة التاريخ، وعلم التأريخ وكان يرى أن المسيرة العلمية مرتبطة بنضال العصر. وكان يحس أن الأيدولوجيات دائما ضيقة الأفق وكثيرا ما تفسد الواقع.
ويرى مومزن أن «التاريخ هو إعادة بعض الماضي، ولذا فمن الأهمية دراسة العصر الذي يقوم المؤرخون بمتابعته ودراسته. ولم يكن التاريخ هنا متابعة للأباطرة قدر ما هو معانقة لكافة الملامح المعنوية والمادية للحضارة الرومانية من الآثار. وحتي الخلق الفني مرورا بالمظاهر السكانية الاقتصادية والقانونية. ومن هنا يصبح للتاريخ معناه، الذي يتمثل في كافة القيم المعنوية التي يعرفها المجتمع، خاصة في المحيط العام ومحيط الأسرة والحياة الخاصة».
ومن هنا جاء اهتمام تيودور مومزن بإحياء الطراز الحضاري الروماني ولا تزال أفكار المؤرخ باقية بعد مائة عام ونيف من الزمان.

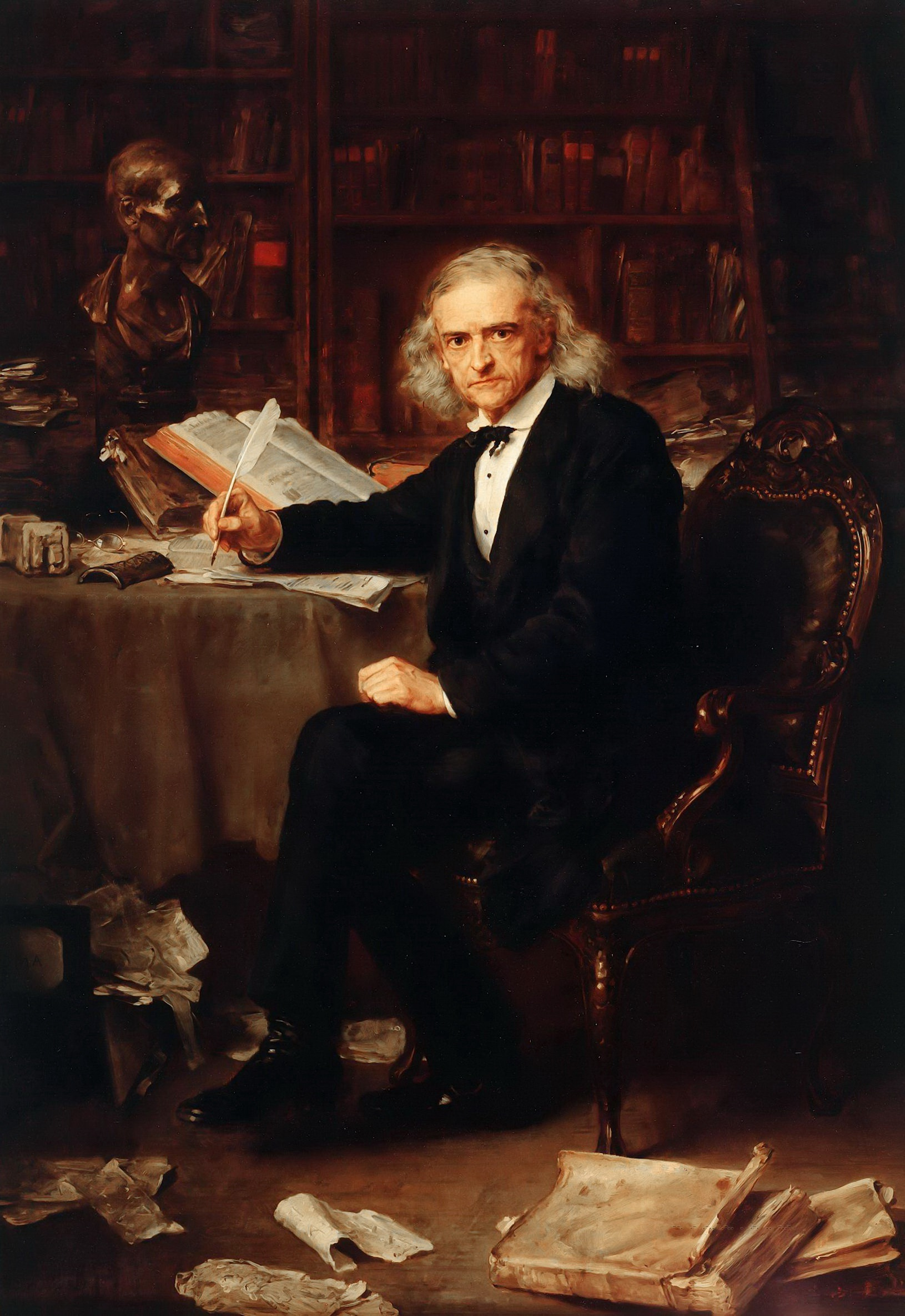
تيودور مومزن عام 1881

فالتاريخ الروماني يزداد حيوية كلما مرت العصور، ولذلك يؤمن مومزن بأن قراءة التاريخ تساعد في إحياء الماضي.